# Sofie Pedersen
Maren Sofie Vilhelmine Pedersen, född Rasmussen 12 oktober 1895 i Odense, död 6 december 1974 där, var en dansk socialdemokratisk politiker. Hon var folketingsledamot 1947-1950 och 1953-1960 samt suppleant i Landstinget.

## Bakgrund
Sofie Pedersen var dotter till tegelbruksarbetaren Hans Peder Rasmussen (1868-1946) och Johanne Kathrine Kristine Nielsen (1865-1929). Familjen var stor och bestod av nio barn. Hon gifte sig som 17-åring med fabriksarbetaren Peder Laurits Pedersen och fick två barn med honom. Familjen flyttade i början av 1920-talet till landskapet Vendsyssel på Nordjylland. Familjens ansträngda ekonomi innebar att Pedersen fick arbeta vid olika jordbruk och som tvätterska, samtidigt som hon bar sitt yngsta barn i famnen. Familjen kom tillbaka till Odense 1924 och Pedersen fick anställning som sömmerska. Det var under denna period hon började engagera sig partipolitiskt och fackligt: Hon anslöt sig till Socialdemokratiet 1918 och sedan till Syernes Fagforening, de danska sömmerskornas fackförening, och var från 1928 dess vice ordförande.

## Politiska uppdrag
Pedersen var styrelseledamot av valföreningen Socialdemokratisk Forening och vid 1937 års kommunala val blev hon invald till Odenses kommunfullmäktige (byråd) för Socialdemokratiet, ett mandat som hon innehade till 1950. I kommunfullmäktige var hon framför allt upptagen av social- och utbildningspolitik: Hon var bland annat ledamot i socialnämnden och i børneværnet, en social myndighet med uppgifter inom barn- och ungdomsomsorg (båda uppdrag 1937-1946). Från 1937 var hon dessutom ledamot i kommunens skolkommission, 1942-1947 som dess ordförande. Hon var även ordförande av Landsforeningen for Forældreråd og Skolekommissioner 1946-1950 och utsågs 1938 till föreståndare för en privatägd mödrahjälpsverksamhet i Fyns stift, innan denna övertogs av den offentliga sektorn året efter.
Inför 1947 års val till Folketinget var Pedersen en av partiets kandidater i Assens valkrets. Hon blev invald tillsammans med fyra andra kvinnor från partiet: Fanny Jensen, Bodil Koch och Edel Saunte. Hon valdes dessutom samma år av partiavdelningen på Fyn till suppleant till Landstinget. Hon satt i Folketinget i två omgångar: 1947-1950 och återigen 1953-1960. Även som folketingsledamot engagerade hon sig i framför allt utbildnings- och socialpolitik. Hon utmärkte sig även som en varm förespråkare av den socialdemokratiska utbildningsministern Julius Bomholts planer på en 9-årig enhetsskola. Hon hade flera utbildningspolitiska uppdrag utanför Folketinget: Hon var ledamot av Undervisningsministeriets Kommission til Revision af Skoletilsynsloven, av Ungdomsskolenævnet och Landsnævnet for Børneforsorg (från 1954).